# ثيودور فوكس
ثيودور فوكس (بالألمانية: Theodor Fuchs)‏ هو إحاثي وجيولوجي نمساوي، ولد في 15 سبتمبر 1842 في بريشوف في سلوفاكيا، وتوفي في 5 أكتوبر 1925 في Steinach am Brenner ‏ في النمسا.